# New York-i média
A nemzetközi New York-i média a világ néhány legrangosabb újságát, legnagyobb forgalmazó intézményét, legprofitálóbb televízióállomásait és legnagyobb stúdióit biztosítja. New York az Egyesült Államok legnagyobb médiapiaca, továbbá a világ legfőbb műsor-, zenei-, újság- és könyvterjesztője.
A négy legnagyobb zenestúdió-vállalat közül háromnak itt van a székhelye. Itt készül a független amerikai filmek egy harmada és több, mint 200 újságnak és 350 magazinnak van irodája a városban. A könyvipar 25 000 embert foglalkoztat.
New York globális televíziózási-, hirdetői-, zenei-, írott sajtó- és könyvterjesztési központ, továbbá a legnagyobb észak-amerikai médiapiac Los Angeles, Chicago és Toronto után. Néhány média-összetömörülés is megfigyelhető a városban, azaz az intézmények közvetlen szomszédok egymással, így a Time Warner, a News Corporation, a Hearst Corporation és a Viacom. A világ nyolc legsikeresebb reklámügynöksége közül hét székel New Yorkban.
A három nemzeti, napi rendszerességgel megjelenő újság közül kettőt írnak a városban: a The Wall Street Journalt és a The New York Times-t. A szenzációhajhász napilapok királyainak a The New York Daily News és a The New York Post számít, amit Elexander Hamilton alapított 1801-ben. A város 270 nemzetiségi újságot és magazint ad ki több, mint negyven nyelven. Az El Diario La Presna New York legnépszerűbb spanyol nyelvű napilapja. A The New York Amsterdam News, ami Harlemben kapható, egy prominens feketéknek szóló újság. A The Village Voice a legolvasottabb alternatív folyóirat.
A négy legnézettebb amerikai televízióállomás, az ABC, a CBS, a FOX és az NBC a városban alakult meg. Szintén sok kábelcsatorna sugároz adást (pl.: MTV, Fox News, HBO, Comedy Central stb.). 2005-ben több, mint 100 tévéműsort rögzítettek New Yorkban.
A város ad otthont a közszolgálati televíziózás fellegvárának egyaránt. A legrégibb ilyen csatorna a Manhattan Neighborhood Network, amit 1971-ben alapítottak. A WNET New York legfőbb közszolgálati tévécsatornája és a PBS sugárzója. A WNYC a leghallgatottabb közösségi rádió Észak-Amerikában.

## Újságok
Az újságolvasás folyamatos csökkenése miatt még a nagyvárosokban is csak egy napilap maradt forgalomban. Ezek közül New York kivétel, ami a tíz legolvasottabb újság közül négynek székhelye: The New York Times (1,1 millió példányszám), The New York Daily News (795 000 példányszám), The New York Post (650 000 példányszám) illetve a The Wall Street Journal (2,1 millió példányszám), ami az egész világra kiterjedő üzleti ügyeket tartalmazza, továbbá ez az Amerikai Egyesült Államok második legolvasottabb újsága.
Az El Diario La Prensa (265 000 példányszám) New York legnépszerűbb spanyol napilapja és a legrégebbi spanyol nyelvű újság az Egyesült Államokban. Vannak még különböző, egyes városrészekre specializálódott lapok is, mint például a The Brooklyn Daily Eagle és a The Staten Island Advance. Az ingázók legkedveltebb napilapja az amNewYork, a Hoy és a Metro.
A város nemzetiségi sajtója eléggé nagy és változatos. A legfőbb ilyen publikációk a Brooklyn-Queens katolikus lap, a The Tablet, a zsidó-amerikai The Forward (héber, angol és orosz nyelven is kiadják) és a feketéknek szóló The New York Amsterdam News. A Falong Gong által kiadott nemzetközileg ismert The Epoch Times-nak angol és kínai változatai is megjelennek New Yorkban. Hét napilap érhető el kínai nyelven és négy spanyolul, de vannak görög, lengyel és koreai lapok is. Hetilapok tucatjai szólnak különböző nemzetiségi köröknek, tíz a feketékre fókuszál. Számos újság székel Astoriában, Chinatownban és Brooklynban. New York városában 60 nemzetiségi csoportnak 42 nyelven 300 magazin és újság érhető el.
Azonban nemcsak a különböző nyelvű újságok a New York-i írott sajtó színfoltjai. A Village Voice alternatív folyóirat, a megújuló és liberális New York Press és a konzervatív New York Sun napilapok. A The Onion egy szatirikus hetilap, ami országszerte kapható, irodája szintén New Yorkban van, pontosabban Manhattanben. A New York Observer szokatlan módon mélyül bele a város gazdagainak életébe és a politikába. A Newsday, a The Bergen Record és a The Star-Ledger mind-mind a New York-i metropolisz életét követik nyomon.

## Magazinok
A város nagy múlttal rendelkezik a magazinok terén is. A 19. században olyan magazinok terjedtek el, mint a Harper's Weekly ("a civilizáció magazinja"), a St. Nicholas Magazine (úttörő gyerekek magazinja), és a Collier's Weekly, amit Upton Sinclair és Ernest Hemingway is szerkesztett. Milton Glaser és Clay Felker 1968-ban alapította meg a New York Magazine-t, ami az első életmód-magazinnak számít. Az 1925-ös The New Yorker heti rendszerességgel jelent meg művészeti, irodalmi és sajtóhírekkel.
Ma több, mint 350 magazinnak van irodája New Yorkban. A város "magazinóriások" székhelye: Time Warner: Time, People, Sports Illustrated; Condé Nast Publications: The New Yorker, Vanity Fair, Vogue; The Hearst Corporation: Cosmopolitan, Esquire; Wenner Media: Rolling Stone Washington Post Company: Newsweek.

## Televízió
Durván 100 000 New York-inak ad munkát a film- és tévéipar, ami 5 milliárd dollárt hoz a városnak évente. New York a négy nagy múltú tévéadónak székhelye: ABC, CBS, FOX és NBC. Mind a négy rendelkezik regionális adóval is. Két spanyol nyelvű adó megy UHF-en (41-es és 47-es csatorna). Az egyiket az Univision, a másikat az NBC birtokolja (Telemundo). Számos kábelcsatornának van székhelye New Yorkban, mint például az MTV-nek, a FOX News-nak, az HBO-nak és a Comedy Centralnak. A városban található Silvercup Studios forgatta a Sex and the City-t (magyar cím: Szex és New York) és a The Sopranos-t. Az MTV székháza a Times Square-re néz. Az Ed Sullivan Színház ad otthont többek között a The Late Show with David Lettermannek. Az NBC által vetített Saturday Night Live forgatásait a Rockefeller Centerben intézik, csakúgy, mint a The Today Show-t. A BET zenetévé az 57. utcán található. A Comedy Central The Colbert Reportja az 54. utcán, míg a The Daily Show a 11. sugárúton és az 53. utcán készül. A Law & Order felvételeiben több, mint ezer ember segédkezik. A Mayor's Office of Film, Theater and Broadcasting szerint 2005-ben több, mint száz új és folytatásos televíziós műsort vettek fel New Yorkban.
A PBS műsorszórásának első számú véghez vivője, egyben New York legnagyobb köztévéje a WNET. A legrégibb a Manhattan Neighborhood Network. Jelentős szerepet tölt be a NY1 is, a Time Warner Cable első regionális hírcsatornája. Az adó többek közt a politikusok nagy kedvence.